# Roberto Aragón
Roberto Aragón (Estepona, 2000) es un cantante de copla andaluza y actor español.

## Biografía
Siendo niño, fue protagonista de un momento que se viralizó en Internet, cuando se cayó en el programa Menuda noche de Canal Sur mientras hablaba con su presentador, Juan y Medio, y Ana Obregón. Posteriormente estudió arte dramático musical.
En 2023 realizó el casting final para ingresar en Operación Triunfo, reality show de Prime Video.
Al año siguiente, en 2024 participó en el concurso musical de TVE La bien cantá, donde quedó en quinto lugar tras llegar al programa final.
Aragón también se dedica al arte drag, con el alter ego de Vero Puchero.